# NGC 3362
NGC 3362 é uma galáxia espiral (Sc) localizada na direcção da constelação de Leo. Possui uma declinação de +06° 35' 50" e uma ascensão recta de 10 horas, 44 minutos e 51,7 segundos.
A galáxia NGC 3362 foi descoberta em 22 de Março de 1865 por Albert Marth.